# Magyarpolány
Magyarpolány (vyslovováno [maďarpoláň], německy Polan) je velká vesnice v Maďarsku v župě Veszprém, spadající pod okres Ajka. Nachází se asi 4 km severně od Ajky. V roce 2015 zde žilo 1 175 obyvatel. Dle údajů z roku 2011 tvoří 92,4 % obyvatelstva Maďaři, 39,9 % Němci a 0,3 % Rumuni, přičemž 6,9 % obyvatel se ke své národnosti nevyjádřilo.
Jedinou sousední obcí je město Ajka a jeho část Bakonygyepes.